# Intention-Nunatakker
Die Intention-Nunatakker sind eine Gruppe spitzer Nunatakker zwischen dem Solo-Nunatak und den Forgotten Hills am südwestlichen Rand des Evans-Firnfelds im nördlichen Viktorialand.
Die namensgebende Absicht (englisch: intention) von Teilnehmern der New Zealand Geological Survey Antarctic Expedition (1962–1963), hier eine Vermessungsstation zu errichten, wurde durch schlechtes Wetter und andere Faktoren vereitelt.